# Zitadelle (métro de Berlin)
Zitadelle est une station souterraine de la ligne 7 du métro de Berlin (U7). Elle est située à l'ouest du centre-ville de Berlin, sous la voie Am Juliustrum dans le quartier Haselhorst et l'arrondissement de Spandau. Elle dessert notamment la citadelle de Spandau.
Mise en service en 1984, elle est exploitée par Berliner Verkehrsbetriebe (BVG). Elle est accessible par des escalators et des escaliers.

## Situation
La station souterraine de Zitadelle est établie sur la ligne 7 entre les stations Altstadt Spandau (à 796 m) et Haselhorst (à 1 100 m).
Géographiquement la station Zitadelle est située sous le carrefour des voies Zitadellenweg et Am Juliusturm dans le quartier d'Haselhorst et l'arrondissement de Spandau. Elle est située au sud de la citadelle de Spandau.

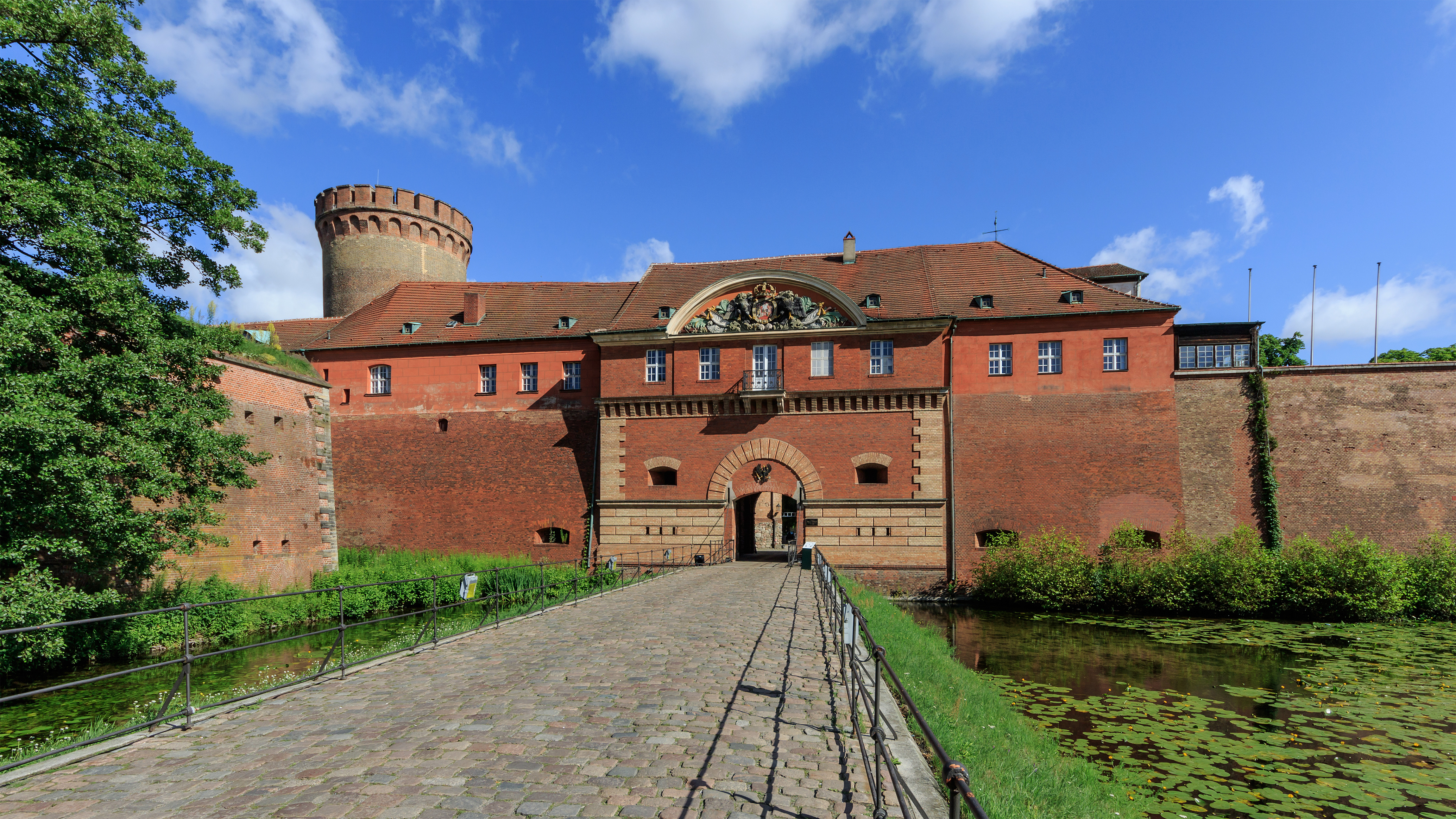
Citadelle de Spandau

## Histoire
La station Zitadelle est mise en service le 1er octobre 1984, avec l'extension de la ligne de Rohrdamm à Rathaus Spandau. Conçue par l'architecte Rainer G. Rümmler, elle comporte un niveau intermédiaire entre les accès et la station qui se compose de deux quais latéraux avec une rangée de colonnes entre les deux voies. La station dispose d'une décoration inspirée de la citadelle.

## Service des voyageurs

### Accueil
La station Zitadelle est une station souterraine avec deux accès (escaliers et escalators) situés de chaque côté de l'Am Juliustrum. Elle est située dans la zone tarifaire B.

### Desserte
La station est desservie par les rames de la ligne 7. 

### Intermodalité
À proximité des parkings pour les véhicules sont aménagés.

## Galerie de photographies

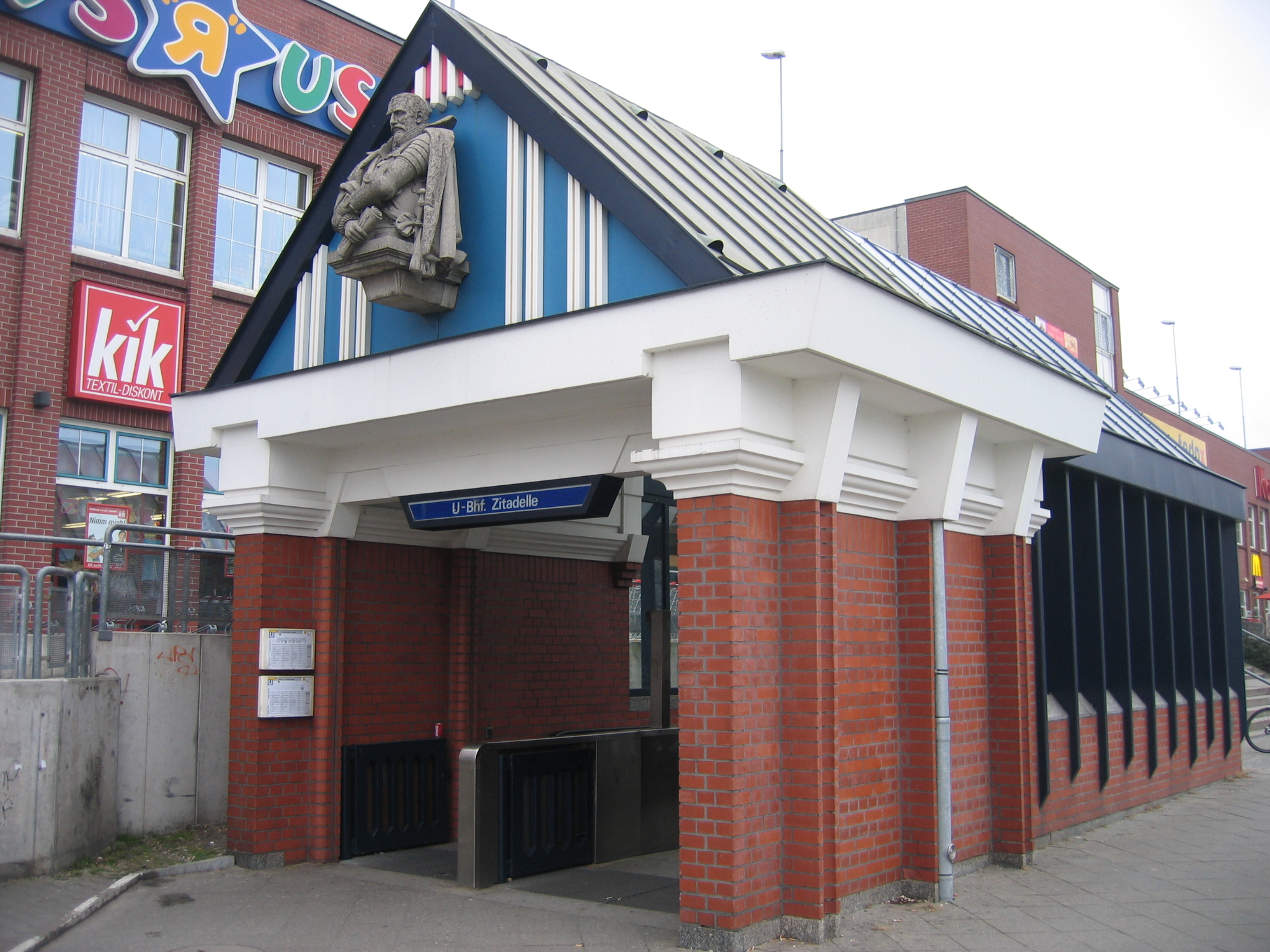
Un accès en 2013
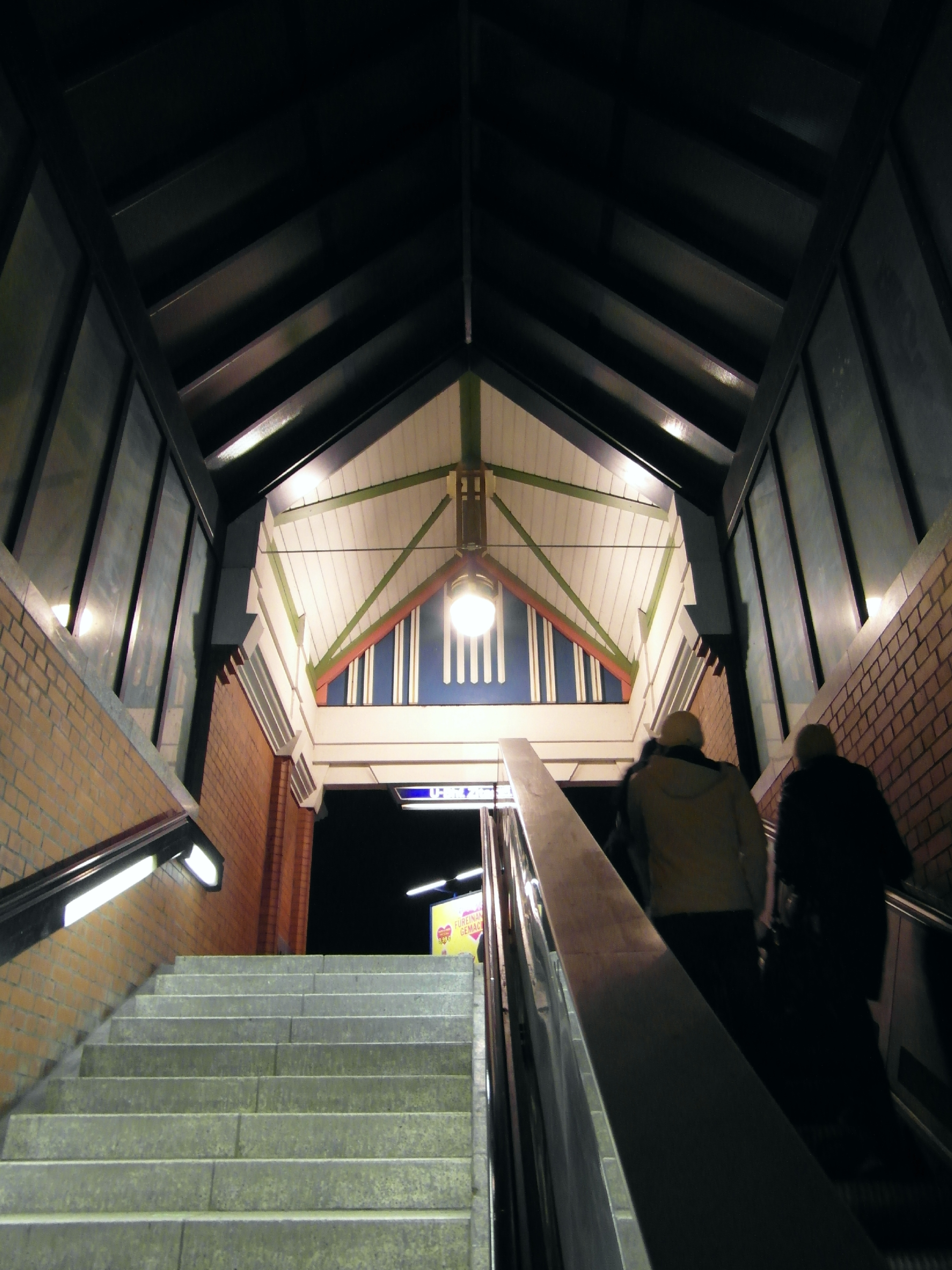
Escalier et escalator
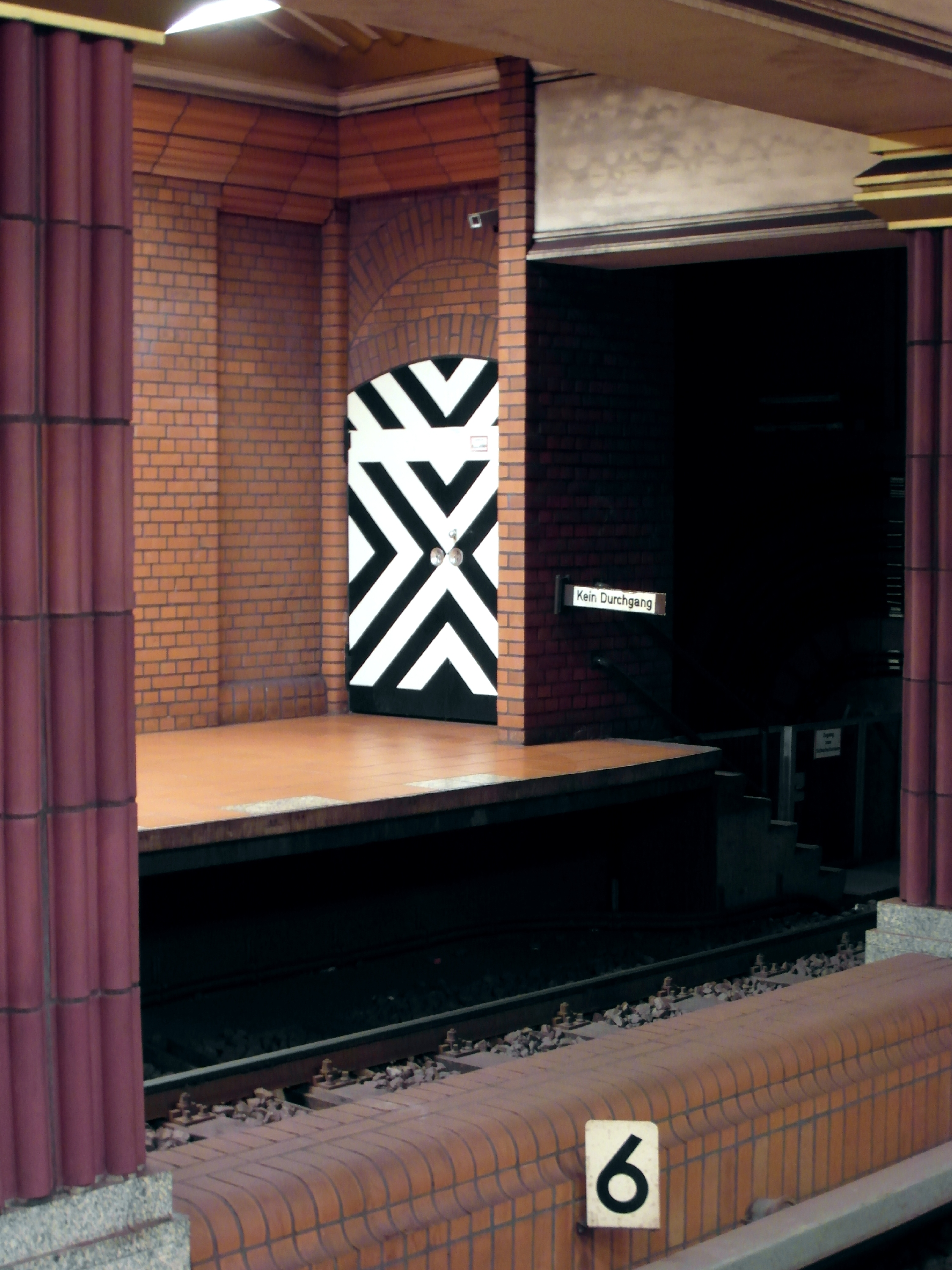
Détail décoration
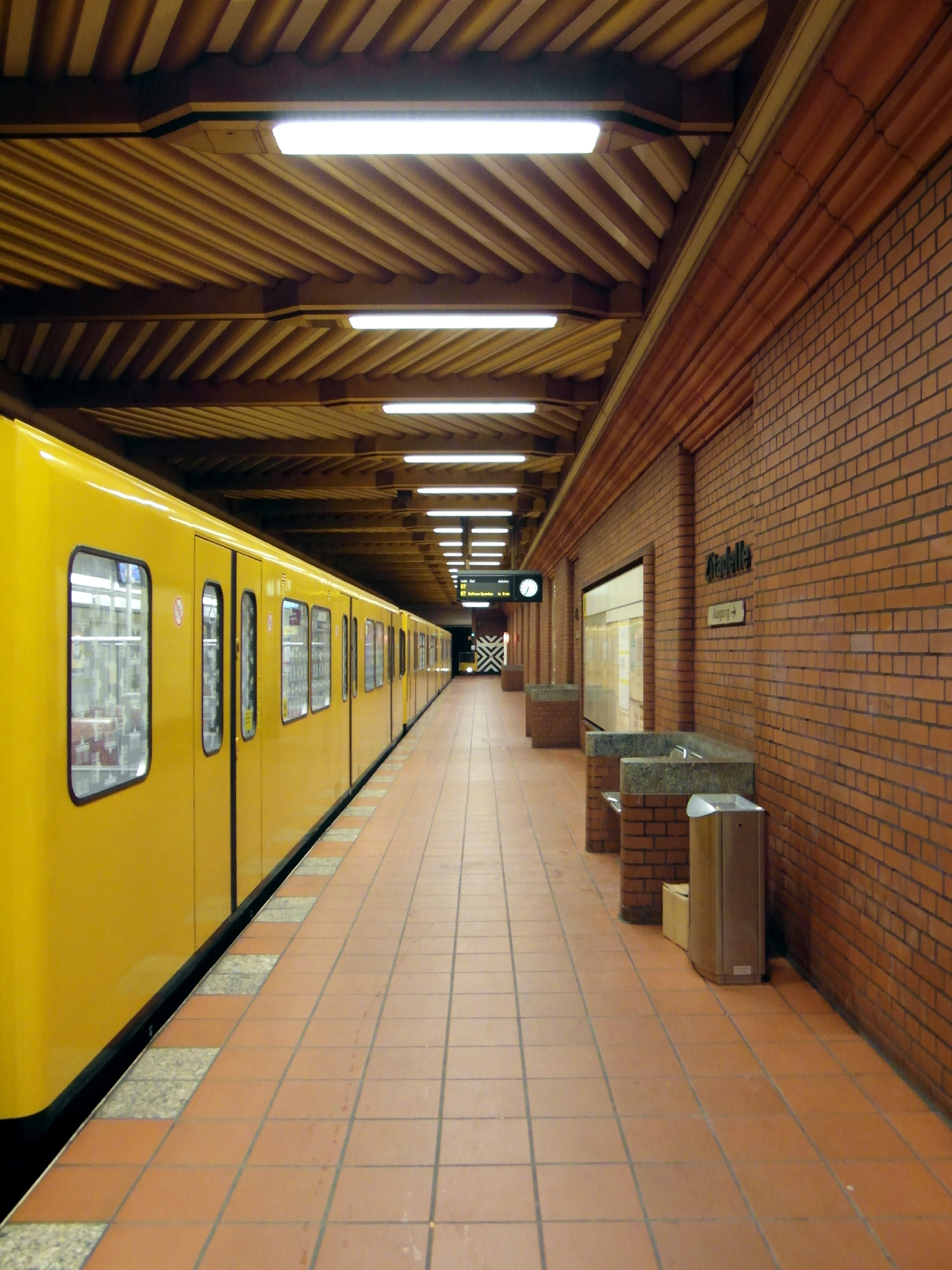
Une rame à quai